# Robert Adlard
Robert Adlard   (Winchcombe, 15 de novembre de 1915 - Winchcombe, 22 d'octubre de 2008) va ser un jugador d'hoquei sobre herba anglès que va competir durant la dècada de 1940.
El 1948 va prendre part en els Jocs Olímpics de Londres, on va guanyar la medalla de plata com a membre de l'equip britànic en la competició d'hoquei sobre herba.